# CONCACAF Nations League
La CONCACAF Nations League è un torneo calcistico con cadenza biennale, che si svolge tra le nazionali affiliate alla confederazione nord e centroamericana. Il torneo si svolge nelle date attualmente riservate alle amichevoli internazionali sul calendario delle competizioni internazionali della FIFA. L'edizione inaugurale è partita nel settembre 2019, con le qualifiche iniziate a partire dal settembre 2018.

## Formula e regolamento
Annunciato nel novembre 2017, il torneo è strutturato in tre diverse leghe, con un campione da incoronare alla fine di ogni edizione in una fase finale a quattro. Il torneo determina anche quali squadre nazionali si qualificano per la CONCACAF Gold Cup e presenta promozioni e retrocessioni tra le leghe. Le proposte di formato sono state esaminate formalmente per la prima volta al XXXII Congresso Ordinario CONCACAF ad Oranjestad, Aruba, l'8 aprile 2017.
Il presidente della CONCACAF Victor Montagliani ha dichiarato che lo scopo del torneo è di avere un programma regolare di incontri internazionali per le squadre nazionali della CONCACAF, osservando che alcune squadre giocano meno di 10 partite in un periodo di quattro anni e hanno bisogno di partite più competitive per aiutare lo sviluppo dello sport in quelle nazioni.

## Squadre partecipanti
Tutte le 41 rappresentative nazionali della CONCACAF partecipano al torneo.
- Anguilla
- Antigua e Barbuda
- Aruba
- Bahamas
- Barbados
- Belize
- Bermuda
- Bonaire
- Canada
- Costa Rica
- Cuba
- Curaçao
- Dominica
- El Salvador
- Giamaica
- Grenada
- Guadalupa
- Guatemala
- Guyana
- Guyana francese
- Haiti
- Honduras
- Isole Cayman
- Isole Vergini Americane
- Isole Vergini Britanniche
- Martinica
- Messico
- Montserrat
- Nicaragua
- Panama
- Porto Rico
- Rep. Dominicana
- Saint Kitts e Nevis
- Saint Lucia
- Saint-Martin
- Saint Vincent e Grenadine
- Sint Maarten
- Stati Uniti
- Suriname
- Trinidad e Tobago
- Turks e Caicos

## Edizioni
| Anno      | Ospitante della fase finale |             | Finale                                         | Finale   | Finale   |                                                          | Finale terzo e quarto posto | Finale terzo e quarto posto | Finale terzo e quarto posto |
| Anno      | Ospitante della fase finale | Vincitore   | Risultato                                      | 2º posto | 3º posto | Risultato                                                | 4º posto                    |                             |                             |
| 2019-2020 | Stati Uniti                 | Stati Uniti | 3 – 2 (dts) Empower Field at Mile High, Denver | Messico  | Honduras | 2 – 2 (dts) (5-4 dtr) Empower Field at Mile High, Denver | Costa Rica                  |                             |                             |
| 2022-2023 | Stati Uniti                 | Stati Uniti | 2 – 0 Allegiant Stadium, Las Vegas             | Canada   | Messico  | 1 – 0 Allegiant Stadium, Las Vegas                       | Panama                      |                             |                             |
| 2023-2024 | Stati Uniti                 | Stati Uniti | 2 – 0 AT&T Stadium, Arlington                  | Messico  | Giamaica | 1 – 0 AT&T Stadium, Arlington                            | Panama                      |                             |                             |
| 2024-2025 | Stati Uniti                 | Messico     | 2 – 1 SoFi Stadium, Inglewood                  | Panama   | Canada   | 2 – 1 SoFi Stadium, Inglewood                            | Stati Uniti                 |                             |                             |

## Medagliere
| Squadra     | Vincitore | Secondo posto | Terzo posto | Quarto posto | Totale podi | Totale | Edizioni vincenti               |
| ----------- | --------- | ------------- | ----------- | ------------ | ----------- | ------ | ------------------------------- |
| Stati Uniti | 3         | -             | -           | 1            | 3           | 4      | 2019-2020, 2022-2023, 2023-2024 |
| Messico     | 1         | 2             | 1           | -            | 4           | 4      | 2024-2025                       |
| Canada      | -         | 1             | 1           | -            | 2           | 2      | -                               |
| Panama      | -         | 1             | -           | 2            | 1           | 3      | -                               |
| Giamaica    | -         | -             | 1           | -            | 1           | 1      | -                               |
| Honduras    | -         | -             | 1           | -            | 1           | 1      | -                               |
| Costa Rica  | -         | -             | -           | 1            | -           | 1      | -                               |